# Keke Palmer
Keke Palmer, pseudonimo di Lauren Keyana Palmer (Robbins, 26 agosto 1993), è un'attrice, cantante e conduttrice televisiva statunitense.
È divenuta nota come attrice bambina in film e serie televisive Disney e Nickelodeon, tra cui Jump In! e come protagonista nella serie True Jackson, per cui vince un BET Awards e quattro NAACP Image Award. Dagli anni 2010 ha recitato in serie televisive, ottenendo successo con Scream Queens e Scream, e ha recitato in film Le ragazze di Wall Street - Business Is Business, Alice e Nope.
Dagli anni 2020 ha condotto il talk show Strahan & Sara, ottenendo una candidatura ai Daytime Emmy Awards, e il game show Password, vincendo un Primetime Emmy Award.
Dal 2015 ha un contratto discografico con la Island Records, pubblicando negli anni tre album in studio e tre EP, ottenendo un discreto successo come cantante.

## Biografia
Palmer è nata a Robbins, Illinois; il padre di origini nigeriane lavora per un'azienda e la madre, Sharon, è insegnante nella High School per i bambini autistici. Keke ha tre fratelli e una sorella, Loreal, che le ha dato il soprannome Keke quando questa era piccola. Ha cantato nel coro della chiesa all'età di cinque anni e fece le audizioni per una produzione de Il re leone all'età di nove anni. Si trasferì a Los Angeles nel 2004 per intraprendere la carriera di attrice.

### 2004-2011: Il debutto come attrice e il successo conTrue Jackson, VP

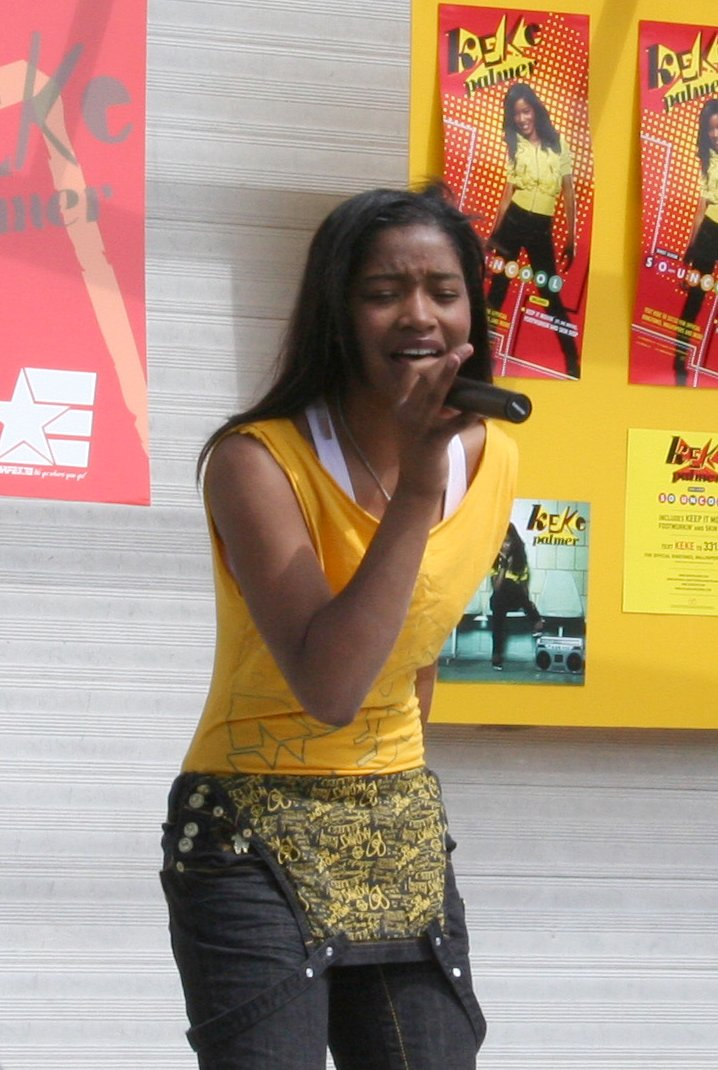
Palmer nel 2008.

Dopo aver debuttato nel film La bottega del barbiere 2 nel 2004, è comparsa negli episodi di parecchie serie TV, tra cui Cold Case - Delitti irrisolti, Squadra Med - Il coraggio delle donne, E.R. - Medici in prima linea e Law & Order - Unità vittime speciali. Il suo primo lavoro importante l'ottiene nel 2006, quando viene scelta come protagonista nel film Una parola per un sogno nel ruolo di Akeelah Anderson, una giovane ragazza proveniente da Los Angeles che tenta di vincere una gara di spelling.
Dopo il debutto come attrice, Keke Palmer ha dato il via anche ad un'attività di cantante. Il 18 novembre 2006 si è esibita a Carson, in California, con la canzone Save the Music. Nel 2007 ha pubblicato un contratto musicale con l'Atlantic Records, con cui ha poi pubblicato l'album di debutto So Uncool. Dall'album sono stati estratti i singoli All My Girlz, t's My Turn Now e Keep It Movin. Inoltre, dopo aver firmato un contratto con la Disney, ha cantato It's My Turn Now e Jumpin nel film Disney per la televisione Jump In!, dove ha interpretato Mary, ruolo che le donò una certa notorietà.
Dal 2008 al 2011 recita nel ruolo protagonista alla serie  Nickelodeon True Jackson, VP, per la quale ha anche scritto e cantato la colonna sonora. Grazie alla sua interpretazione ottiene successo internazionale, vincendo un BET Awards e quattro NAACP Image Award. Nel 2010 firma un contratto con la Interscope Records per la pubblicazione di un nuovo album, il quale è stato pubblicato nel marzo 2011 con il titolo Awaken.

### 2012-2018: proseguimento come attrice e cantante

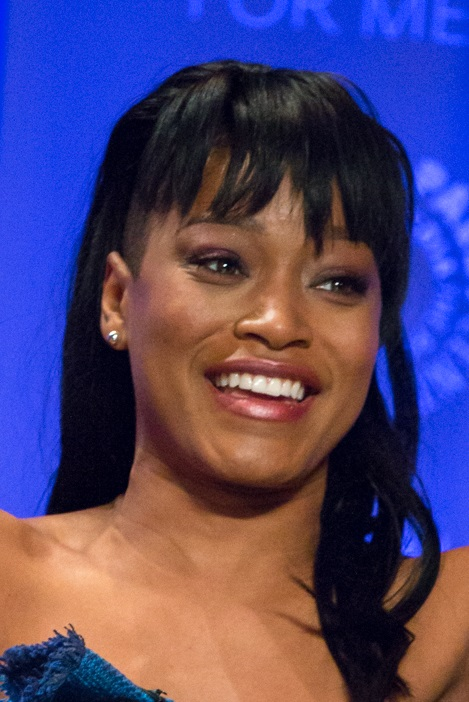
Palmer nel 2016

Nel 2012 torna nel campo cinematografico, partecipando ai film Joyful Noise - Armonie del cuore e Rags e nel film televisivo Rapita: il dramma di Carlina White. Nel 2013 ha preso parte a quattro episodi di 90210 e partecipato al film horror Animal - Il segreto della foresta, distribuito nelle sale di tutto il mondo nel 2014. Sempre nel 2013 Palmer interpreta il ruolo di Rozonda Thomas nel biopic CrazySexyCool: The TLC Story.
Nel 2014 ha condotto un daily show su BET intitolato Just Keke, il quale non è tuttavia durato più di una stagione televisiva. Nello stesso anno ottiene un incarico ricorrente nella serie TV Masters of Sex. Dal 2015, fa parte della commedia horror Scream Queens a fianco delle note attrici Emma Roberts e Jamie Lee Curtis. Dall'agosto di quell'anno, è legata all'etichetta discografica Island Records. L'artista pubblica dunque svariati singoli, tra cui il brano Enemiez con Jeremih.
Prende parte inoltre all'evento televisivo Grease: Live, andato in onda il 31 gennaio 2016 su Fox, nel ruolo di Marty Maraschino. Seguono varie altre pubblicazioni musicali, tra cui il brano Hands Free e l'EP che lo contiene, Lauren. Nel 2016, Palmer pubblica anche un'autobiografia. Seguono la pubblicazione di un cortometraggio che fa da trasposizione visiva per l'EP e del singolo Wind Up insieme ai Migos. A questo punto, Palmer torna a lavorare come attrice nella serie TV Scream.

### 2019-presente: Successo come attrice e la conduzione diPassword

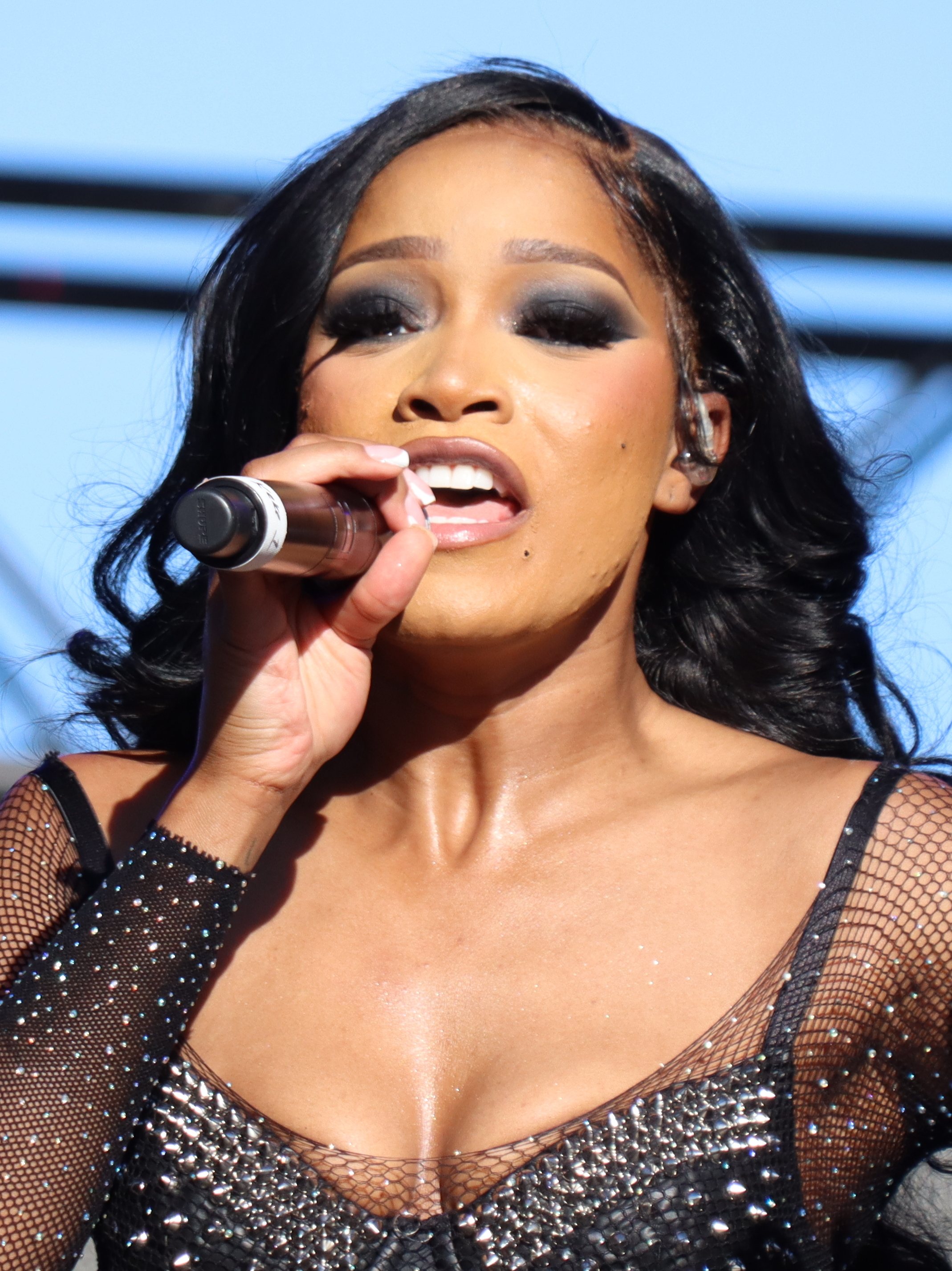
Palmer al Capital Pride Festival nel 2024.

Nel 2019 Keke Palmer è fra le conduttrici del programma televisivo della ABC Strahan & Sara: inizialmente chiamata per sostituire Sara Haines durante la gravidanza, Palmer è stata poi confermata come terza conduttrice fissa dello show, il cui titolo è stato dunque modificato in Strahan, Sara & Keke. Nel frattempo, Palmer ha un ruolo in Le ragazze di Wall Street - Business Is Business, film in cui ha modo di recitare al fianco di Jennifer Lopez.
Sempre nel 2019 Palmer partecipa al brano GIANTS insieme ad altri artisti: la canzone è il brano portante della colonna sonora della League Of Legends Competition di quell'anno. Nel 2020 viene invece scelta come conduttrice degli MTV Video Music Awards. Sempre nel 2020 pubblica i singoli Snack, Virgo Tendencies e Dreamcatcher, esibendosi con Snack proprio durante gli MTV Video Music Awards. Il 28 agosto 2020 pubblica l'album Virgo Tendencies, Pt. 1. Il successivo 11 dicembre pubblica Virgo Tendencies. Pt. 2, che includendo sole 7 tracce viene classificato come EP.
Nel 2021 ha condotto il reality Foodtastic per Disney+, e recita e produce la miniserie Keke Palmer's Turnt Up with the Taylors, vincenod il Primetime Emmy Awards alla miglior attrice in una serie comica o drammatica di breve durata. Nel 2022, Palmer ha recitato in Alice, diretto da Krystin Ver Linden, presentato in anteprima mondiale al Sundance Film Festival del 2022.Nello stesso anno, ha interpretato Emerald Haywood nell'horror fantascientifico Nope, diretto da Jordan Peele, per il quale ha ricevuto l'attenzione della critica; la sua interpretazione ha vinto il New York Film Critics Circle Award alla miglior attrice non protagonista.
Dall'agosto 2022 Palmer ha esordito come conduttrice di un reboot del game show Password della NBC, divenendo la prima donna afroamericana in quindici anni a vincere il Primetime Emmy Award per il miglior conduttore di un game show. Nel 2025, la Palmer è stata co-protagonista del film One of Them Days insieme a SZA e ha ricevuto ampi consensi dalla critica.

## Discografia

### Album in studio
- 2007 – So Uncool
- 2011 – Awaken
- 2020 – Virgo Tendencies Part. 1
- 2023 – Big Boss

### Colonne sonore
- 2006 – Akeelah and the Bee
- 2006 – Night at the Museum
- 2007 – Jump In!
- 2007 – DisneyMania 5

### EP
- 2007 – Keke Palmer
- 2016 – Lauren
- 2020 – Virgo Tendencies Part. 2

### Singoli
- 2006 – All My Girlz
- 2007 – It's My Turn Now
- 2007 – Keep It Movin
- 2012 – We Are Family
- 2014 – Animal
- 2016 – Enemiez
- 2016 – Hands Free
- 2019 – Giants (con True Damage, Becky G, Jeon So-yeon delle (G)I-dle, Duckwrth, Thutmose)
- 2020 – Snack
- 2020 – Virgo Tendencies
- 2020 – Dreamcatcher

## Filmografia

### Cinema
- La bottega del barbiere 2 (Barbershop 2: Back in Business), regia di Kevin Rodney Sullivan (2004)
- Una parola per un sogno (Akeelah and the Bee), regia di Doug Atchinson (2006)
- Riunione di famiglia con pallottole (Madea's Family Reunion), regia di Tyler Perry (2006)
- Cleaner, regia di Renny Harlin (2007)
- Una squadra molto speciale (The Longshots), regia di Fred Durst (2008)
- Shrink, regia di Jonas Pate (2009)
- Joyful Noise - Armonie del cuore (Joyful Noise), regia di Todd Graff (2012)
- Animal - Il segreto della foresta (Animal), regia di Brett Simmons (2014)
- Pimp, regia di Christine Crokos (2018)
- Le ragazze di Wall Street - Business Is Business (Hustlers), regia di Lorene Scafaria (2019)
- Nope, regia di Jordan Peele (2022)
- Alice, regia di Krystin Ver Linden (2022)
- One of Them Days, regia di Lawrence Lamont (2025)
- Il blindato dell'amore (The Pickup), regia di Tim Story (2025)

### Televisione
- Cold Case - Delitti irrisolti (Cold Case) – serie TV, episodio 1x13 (2004)
- Squadra Med - Il coraggio delle donne (Strong Medicine) – serie TV, episodio 5x07 (2004)
- Scacco matto nel Bronx (Knights of the South Bronx), regia di Albert e Allen Hughes – film TV (2005)
- E.R. - Medici in prima linea (ER) – serie TV, episodio 11x22 (2005)
- Law & Order - Unità vittime speciali (Law & Order: Special Victims Unit) – serie TV, episodio 7x10 (2005)
- Tyler Perry's House of Payne – serie TV, episodio 2x01 (2007)
- Jump In!, regia di Paul Hoen – film TV (2007)
- True Jackson, VP – serie TV, 60 episodi (2008-2011)
- Degrassi: The Next Generation – serie TV, episodi 11x01, 11x02 (2011)
- Rags, regia di Bille Eylash – film TV (2012)
- Rapita: il dramma di Carlina White (Abducted: The Carlina White Story), regia di Vondie Curtis-Hall – film TV (2012)
- 90210 – serie TV, 5 episodi (2013)
- CrazySexyCool: The TLC Story, regia di Charles Stone III – film TV (2013)
- Grey's Anatomy – serie TV, episodio 10x16 (2014)
- Masters of Sex – serie TV, episodi 2x02, 2x04, 2x05, 2x06 (2014)
- Scream Queens – serie TV, 22 episodi (2015-2016)
- Grease: Live, regia di Thomas Kail e Alex Rudzinski – film TV (2016)
- Project Mc2 – serie TV, episodio 2x5 (2016)
- Star – serie TV, 10 episodi (2017-2019)
- Berlin Station – serie TV, 24 episodi (2017-2019)
- Scream – serie TV, 6 episodi (2019)
- Insecure – serie TV, episodio 5x03 (2021)
- Afterparty – serie TV, episodio 2x10 (2023)

### Doppiatrice
- The Cleveland Show – serie animata, episodio 2x01 (2010)
- Winx Club – serie animata, 104 episodi (2011-2014)
- Winx Club - Il segreto del regno perduto (Winx Club: The Secret of the Lost Kingdom), regia di Iginio Straffi (2012)
- L'era glaciale 4 - Continenti alla deriva (Ice Age: Continental Drift), regia di Steve Martino e Mike Thurmeier (2012)
- I Griffin (Family Guy) – serie animata, episodio 12x18 (2014)
- L'era glaciale - In rotta di collisione (Ice Age: Collision Course), regia di Mike Thurmeier (2016)
- L'era glaciale - La grande caccia alle uova (Ice Age: The Great Egg-Scapade), regia di Ricardo Curtis – film TV (2016)
- Bubble Guppies - Un tuffo nel blu e impari di più (Bubble Guppies) – serie animata, episodio 4x11 (2016)
- Robot Chicken – serie animata, episodi 10x10, 10x11 (2019)
- Big Mouth – serie TV, 4 episodi  (2021-2025)
- Lightyear - La vera storia di Buzz (Lightyear), regia di Angus MacLane (2022)
- La famiglia Proud: più forte e orgogliosa (The Proud Family: Louder and Prouder) – serie animata, 17 episodi (2022-2023)
- Human Resources – serie animata, 20 episodi (2022-2023)
- Il Secondo Miglior Ospedale della Galassia – serie animata, 16 episodi (2024-2025)

### Documentari
- Jennifer Lopez: Halftime, regia di Amanda Micheli (2022)
- Jennifer Lopez: This Is Me… Now: A Love Story, regia di Dave Meyers (2024)

## Programmi televisivi
- Just Keke (BET, 2014) - conduttrice
- Strahan, Sara and Keke (ABC, 2019-2020) - conduttrice
- MTV Video Music Awards (MTV, 2020) - conduttrice
- Foodtastic (Disney+, 2021) - conduttrice
- Legendary (HBO Max, 2022) - giudice
- Password (NBC, dal 2022) - conduttrice

## Podcast
- Call Her Daddy Podcast – podcast , puntata "Keke Palmer: Codependent Relationship, Child Fame & Insecurities"
- Baby, This is Keke Palmer – podcast (2023-in corso)
- The Best Podcast Ever with Raven and Miranda – podcast, puntata 1x3(2023)

## Doppiatrici italiane
Nelle versioni in italiano delle opere in cui ha recitato, Keke Palmer è stata doppiata da:
- Letizia Ciampa in Cleaner, Jump In!, 90210, Star, Le ragazze di Wall Street - Business Is Business, Nope
- Virginia Brunetti in Animal - Il segreto della foresta, Una squadra molto speciale
- Rossa Caputo in Rapita - Il dramma di Carlina White, Il blindato dell'amore
- Erica Necci in Scream Queens, Grey's Anatomy
- Stefania De Peppe in True Jackson VP, Rags
- Debora Magnaghi in Berlin Station
- Marcella Silvestri in Scacco matto nel Bronx
- Tatiana Dessi in The Wool Cap - Il berretto di lana

Da doppiatrice è sostituita da:
- Isabelle Adriani in L'era Glaciale 4 - Continenti alla deriva, L'era glaciale - In rotta di collisione, L'era glaciale - La grande caccia alle uova
- Laura Lenghi in Winx Club, Winx Club - Il segreto del regno perduto
- Rossa Caputo in Lightyear - La vera storia di Buzz
- Sara Labidi in La famiglia Proud: più forte e orgogliosa
- Eleonora Reti in Human Resources

## Riconoscimenti
- Austin Film Critics Association
  - 2023 – Candidatura come miglior attrice non protagonista per Nope
- BET Awards
  - 2010 – Premio "YoungStar"
  - 2011 – Candidatura al premio "YoungStar"
  - 2012 – Candidatura al premio "YoungStar"
  - 2013 – Candidatura al premio "YoungStar"
  - 2014 – Premio "YoungStar"
  - 2023 – Candidatura come miglior attrice per Nope
- Black Reel Awards
  - 2007 – Miglior attrice protagonista per Una parola per un sogno
  - 2007 – Candidatura come miglior attrice esordiente per Una parola per un sogno
  - 2008 – Candidatura come miglior attrice protagonista per Una squadra molto speciale
  - 2013 – Candidatura come miglior attrice in un film TV o miniserie per Rapita: il dramma di Carlina White
  - 2023 – Candidatura come miglior attrice non protagonista per Nope
  - 2023 – Candidatura come miglior performance vocale per Lightyear - La vera storia di Buzz
- Chicago Film Critics Association
  - 2006 – Candidatura come attrice più promettente per Una parola per un sogno
- Critics' Choice Awards
  - 2007 – Candidatura come miglior giovane attrice per Una parola per un sogno
- Critics' Choice Super Awards
  - 2023 – Candidatura come miglior attrice in un film fantasy o di fantascienza per Nope
- Daytime Emmy Awards
  - 2020 – Candidatura come miglior conduttrice di talk show per Strahan, Sara & Keke
- Dorian Awards
  - 2023 – Candidatura come attrice non protagonista dell'anno per Nope
- Fangoria Chainsaw Awards
  - 2023 – Candidatura come miglior attrice protagonista per Nope
- Hollywood Critics' Association
  - 2023 – Candidatura come miglior attrice non protagonista per Nope
- EDA Awards
  - 2023 – Candidatura come miglior doppiatrice femminile per Lightyear - La vera storia di Buzz
- Georgia Film Critics Association
  - 2023 – Candidatura come miglior attrice non protagonista per Nope
- MTV Movie & TV Awards
  - 2023 – Candidatura come miglior performance in un film per Nope
- NAACP Image Award
  - 2005 – Candidatura come miglior attrice in un film TV o miniserie per The Wool Cap
  - 2007 – Miglior attrice in un film per Una parola per un sogno
  - 2009 – Miglior attrice in una serie per bambini per True Jackson, VP
  - 2010 – Miglior attrice in una serie per bambini per True Jackson, VP
  - 2011 – Miglior attrice in una serie per bambini per True Jackson, VP
  - 2012 – Miglior attrice in una serie per bambini per True Jackson, VP
  - 2013 – Candidatura come miglior attrice in una serie per bambini per Winx Club
  - 2013 – Candidatura come miglior attrice in un film TV o miniserie per Rapita: il dramma di Carlina White
  - 2014 – Candidatura come miglior attrice in un film TV o miniserie per CrazySexyCool: The TLC Story
  - 2016 – Candidatura come miglior attrice in un film per Brotherly Love
  - 2022 – Candidatura come miglior doppiaggio televisivo per Big Mouth
  - 2023 – Candidatura come miglior attrice in un film per Alice
  - 2023 – Miglior doppiaggio cinematografico per Lightyear - La vera storia di Buzz
  - 2023 – Candidatura come miglior conduttrice in un reality o game show per Password
- New York Film Critics Circle
  - 2022 – Miglior attrice non protagonista per Nope
- Nickelodeon Kids' Choice Awards
  - 2010 – Candidatura come attrice TV preferita per True Jackson, VP
  - 2023 – Candidatura come voce da un film d'animazione preferita per Lightyear - La vera storia di Buzz
- People's Choice Awards
  - 2022 – Candidatura come attrice cinematografica dell'anno per Nope
  - 2022 – Candidatura come attrice drammatica dell'anno per Nope
- Premio Emmy
  - 2022 – Miglior attrice in una serie breve comica o drammatica per Keke Palmer's Turnt Up with the Taylors
  - 2023 – Miglior conduzione per un game show per Password
- Premio Shorty
  - 2020 – Candidatura come miglior celebrità
- Saturn Award
  - 2022 – Candidatura come miglior attrice in un film per Nope
- Screen Actors Guild Award
  - 2005 – Candidatura come miglior attrice in un film TV o miniserie per The Wool Cap
- ShoWest Convention Awards
  - 2006 – Attrice esordiente dell'anno
- Toronto Film Critics Association
  - 2023 – Miglior attrice non protagonista per Nope
- Young Artist Award
  - 2005 – Candidatura come miglior attrice in un film TV o miniserie per The Wool Cap
  - 2007 – Miglior giovane attrice protagonista in un film per Una parola per un sogno
  - 2008 – Candidatura come miglior giovane attrice non protagonista per Cleaner
  - 2009 – Candidatura come miglior giovane attrice protagonista in un film per Una squadra molto speciale